# دودمان ماهامغاواهانا
دودمان ماهامغاواهانا (از ابتدای قرن یکم یا دوم قبل از میلاد تا قرن چهارم قبل از میلاد) سلسله‌ای باستانی حاکم بر بخشی از هند بود که ۶ قرن حکومت کردند.
قلمرو این سلسله پس از افول توسط امپراتوری مائوریا تسخیر گشت. مقتدر ترین شاه این سلسله، سومین پادشاه آن بود که قلمرو سلطنت در زمان او به نهایت خود رسید. آنها از دین جینیسم و خط پراکریت حمایت کردند اما نسبت به پیروان دیگر دین ها تبعیض قائل نشدند.